# Pariskonventionen för industriellt rättsskydd
Pariskonventionen för industriellt rättsskydd är ett av de första immaterialrättsliga traktaten. Det skrevs under i Paris 20 mars 1883 och omfattar i början av 2017 totalt 177 länder där Afghanistan är den senaste medlemmen.
Konventionen omfattar skydd för patent, varumärken och mönster och mot illojal konkurrens. Huvudprincipen är nationell behandling vilket innebär att ett land ska ge samma rättsskydd till utländska företag och medborgare inom unionen, som de ger till inhemska.
Konventionen innefattar även en företrädesrätt som innebär att en utländsk sökande av en registrering av ett patent eller varumärke ska få samma registreringsdatum som i hemlandet om ansökningen sker inom 12 månader efter den första registreringen.
Pariskonventionen administreras av World Intellectual Property Organization i Genève.

## Historia
Efter en diplomatisk konferens i Paris 1880, skrevs konventionen under av 11 länder: Belgien, Brasilien, Frankrike, Guatemala, Italien, Nederländerna, Portugal, El Salvador, Serbien, Spanien och Schweiz.
Traktatet reviderades i Bryssel 14 december 1900, Washington 2 juni 1911, Haag 6 november 1925, London 2 juni 1934, Lissabon 31 oktober 1958 och i Stockholm 14 juli 1967.
Pariskonventionen omfattade 2006 följande länder:
Albanien, Algeriet, Andorra, Angola, Antigua och Barbuda, Argentina, Armenien, Australien, Azerbajdzjan, Bahamas, Bahrain, Bangladesh, Barbados, Belarus, Belgien, Belize, Benin, Bhutan, Bolivia, Bosnien och Hercegovina, Botswana, Brasilien, Brunei, Bulgarien, Burkina Faso, Burundi, Centralafrikanska republiken, Chile, Colombia, Costa Rica, Cypern, Danmark, Djibouti, Dominica, Dominikanska republiken, Ecuador, Egypten, El Salvador, Ekvatorialguinea, Elfenbenskusten, Estland, Filippinerna, Finland, Frankrike, Förenade Arabemiraten, Gabon, Gambia, Georgien, Ghana, Grekland, Grenada, Guatemala, Guinea, Guinea-Bissau, Guyana, Haiti, Heliga stolen, Honduras, Island, Indien, Indonesien, Iran, Irak, Irland, Israel, Italien, Jamaica, Japan, Jemen, Jordanien, Kambodja, Kamerun, Kanada, Kazakstan, Kenya, Kina, Kirgizistan, Komorerna, Kongo-Kinshasa, Kongo-Brazzaville, Kroatien, Kuba, Laos, Lettland, Libanon, Lesotho, Liberia, Libyen, Liechtenstein, Litauen, Luxemburg, Madagaskar, Malawi, Malaysia, Mali, Malta, Marocko, Mauretanien, Mauritius, Mexiko, Moçambique, Moldavien, Monaco, Mongoliet, Montenegro, Namibia, Nederländerna, Nepal, Nicaragua, Niger, Nigeria, Nordkorea, Nordmakedonien, Norge, Nya Zeeland, Oman, Pakistan, Panama, Papua Nya Guinea, Paraguay, Peru, Polen, Portugal, Qatar, Rumänien, Rwanda, Ryssland, Saint Christopher och Nevis, Saint Lucia, Saint Vincent och Grenadinerna, Samoa, San Marino, São Tomé och Príncipe, Saudiarabien, Schweiz, Senegal, Serbien, Seychellerna, Sierra Leone, Singapor, Slovakien, Slovenien, Spanien, Sri Lanka, Storbritannien, Sudan, Surinam, Swaziland, Sverige, Sydafrika, Sydkorea, Syrien, Tadzjikistan, Tanzania, Tchad, Thailand, Tjeckien, Togo, Tonga, Trinidad och Tobago, Tunisien, Turkiet, Turkmenistan, Tyskland, Uganda, Ukraina, Ungern, Uruguay, USA, Uzbekistan, Venezuela, Vietnam, Zambia, Zimbabwe, Österrike.